# Чекалин, Александр Павлович
Алекса́ндр Па́влович Чека́лин (25 марта 1925 — 6 ноября 1941) — юный партизан-разведчик во время Великой Отечественной войны, Герой Советского Союза (1942, посмертно).
В 1941 году окончил 8 классов средней школы города Лихвин (ныне — Суворовского района Тульской области). С началом Великой Отечественной войны вступил добровольцем в истребительный отряд, а затем, когда территория Тульской области была частично оккупирована немецкими войсками, стал разведчиком в партизанском отряде «Передовой». В начале ноября 1941 года был захвачен, подвергнут пыткам и 6 ноября повешен на городской площади города Лихвина.
В 1944 году город Лихвин был переименован в Чекалин, в его честь названы улицы во многих населённых пунктах России и государствах бывшего СССР. Подвигу комсомольца Александра Чекалина посвящёны многие литературные произведения и кинофильм «Пятнадцатая весна» (СССР, 1972).

## Биография
Родился 25 марта 1925 года в селе Песковатское (ныне — Суворовского района Тульской области) в семье служащего. Русский. Сын охотника, с малых лет научился метко стрелять, хорошо знал окрестные леса. Играл на мандолине, увлекался фотографией.
В 1932 году поступил в сельскую школу. С 1938 года семья переехала в город Лихвин, куда в райисполком перевели работать мать Надежду Самойловну. В мае 1941 года Саша окончил 8 классов средней школы. Член ВЛКСМ с 1939 года. В школе больше всего интересовался физикой и природоведением: знал латинские названия многих луговых трав и цветов. В 15 лет носил на груди значки «Ворошиловский стрелок», ПВХО и ГТО, имел собственноручно собранный радиоприёмник. Товарищи прозвали его неугомонным, а в семье — Сашей-непоседой.

### Великая Отечественная война

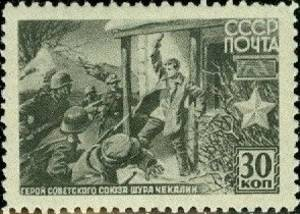
Почтовая марка СССР, 1942 год

В июле 1941 года Александр Чекалин вступил добровольцем в истребительный отряд, затем, при отступлении советских войск с территории Тульской области в ходе Тульской оборонительной операции, вместе с отцом ушёл в партизанский отряд «Передовой», где стал разведчиком. Занимался сбором разведсведений о дислокации и численности немецких частей, их вооружении и маршрутах передвижения. На равных с другими членами отряда участвовал в засадах, минировал дороги, нарушал связь противника и пускал под откос эшелоны. Командование отряда отмечало, что «особая страсть была у него к оружию. Всегда норовил раздобыть лишнюю гранату, винтовку да патронов побольше». Также выполнял обязанности радиста.

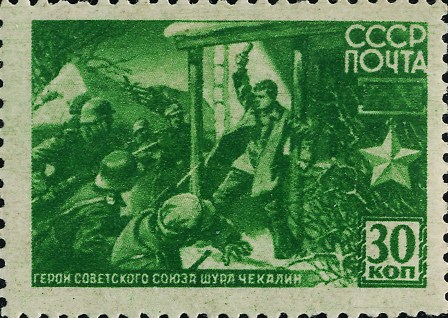
Почтовая марка, 1944 год. СССР. Серия «Герои Советского Союза»: А. П. Чекалин, ярко-зелёная

В начале ноября заболел воспалением лёгких, и комиссар отряда Макеев П. С. направил его в деревню Мышбор к учительнице Музалевской, близкой к партизанам, у которой Саша мог бы отлежаться. Но в деревне он узнал, что его разыскивают немцы, а сама Музалевская арестована и отправлена в Лихвин. Тогда он решил уйти к себе в родной дом в село Песковатское. Заметив дым из трубы, староста Никифор Авдюхин сообщил об этом в немецкую военную комендатуру. Прибывшие немецкие части окружили дом и предложили Чекалину сдаться. По одним сведениям, в ответ Саша открыл огонь, а когда закончились патроны, бросил гранату, но она не взорвалась. Из допроса старосты Н. Авдюхина следует, что он лично с тремя немецкими солдатами подошёл к дому Чекалина для его ареста. Немецкие солдаты отправили вперёд старосту, но он побоялся, что Чекалин его застрелит, и спрятался у соседнего дома. Тогда немецкие солдаты открыли огонь, Чекалин выскочил из дома и попытался бежать, но был захвачен и доставлен в военную комендатуру. Несколько дней его пытали, пытаясь получить от него нужные сведения. Ничего не добившись, немецкие власти устроили показательную казнь на городской площади: он был повешен 6 ноября 1941 года. Акцию по повешению партизана возглавил приват-доцент из Кёнигсберга, почвовед Ханс Бейтельшпахер, в годы войны переводчик разведотдела при штабе 43 армейского корпуса, позднее руководивший многочисленными «антипартизанскими акциями».
В книгах, изданных в СССР, утверждается, что, стоя с петлёй на шее, Чекалин сбросил с себя фанерную доску с надписью «Такой конец ждёт всех партизан», а затем запел «Интернационал» и напоследок крикнул: «Нас много, всех не перевешаете!» По свидетельским показаниям очевидцев, перед гибелью Саша Чекалин молчал и тихо плакал. Что, однако, не умаляет его подвиг.
После освобождения Лихвина советскими войсками в ходе Тульской наступательной операции был перезахоронен с воинскими почестями в городском сквере.
4 февраля 1942 года Александру Чекалину было посмертно присвоено звания Героя Советского Союза.
3 апреля 1942 года житель села Песковатское Никифор Авдюхин и житель города Лихвина Алексей Осипов, сдавшие Сашу Чекалина немцам, были расстреляны по приговору суда. При пересмотре дела в 1957 и 1993 годах приговор был оставлен без изменения.

## Награды и звания
Советские государственные награды и звания:
- Герой Советского Союза (4 февраля 1942, посмертно)
- Орден Ленина (4 февраля 1942, посмертно)

## Семья
Отец — Павел Николаевич Чекалин (ум. 1987), в 1941 году вместе со старшим сыном Александром ушёл в партизанский отряд «Передовой». После войны работал на колхозной пасеке. Родной брат отца, Дмитрий Николаевич, в годы Гражданской войны служил в отряде по борьбе с бандитами и дезертирами.
Мать — Надежда Самойловна Чекалина (1903—1992), активистка колхозного хозяйства, до Великой Отечественной войны работала председателем колхоза, затем председателем сельсовета. После казни старшего сына в 1941 году она вместе с младшим сыном Витей ушли из села, перешли линию фронта и вышли в расположение одной из частей РККА под Тулой. Командир части взял Надежду Самойловну прачкой в хозчасть, а 14-летнего парня — «сыном полка». День победы встретила вместе с частями Красной Армии в Берлине. Несмотря на гибель своего старшего сына Александра, считала себя счастливой мамой, гордилась, что память о нём живёт в народе. Принимала активное участие в увековечении памяти своего сына-героя: выступала перед школьниками, опубликовала воспоминания о сыне (в сборнике «Война и победа», 1976). В частности, после публикации её интервью в 1957 году в северо-вьетнамской газете, получила множество откликов из Северного Вьетнама, где в это время шла партизанская война. Проживала в Москве.
Младший брат — Виктор Павлович Чекалин (род. 1927) — в годы войны был зачислен «сыном полка» в 3-й батальон 740-го стрелкового полка 217-й стрелковой дивизии, воевал в разведке, затем командиром танка. В апреле 1945 года командир танка Т-34 гвардии младший лейтенант В. П. Чекалин был представлен командиром 1-го танкового батальона 49-й гвардейской танковой бригады к званию Героя Советского Союза, но был награждён орденом Отечественной войны I степени. После войны продолжил военную карьеру, став полковником Советской армии. Воспитал двух сыновей, один из которых тоже выбрал карьеру военного.

## Память
- В 1943 году в честь Александра Чекалина был назван один из действующих на территории Московской области партизанских отрядов.
- В 1944 году город Лихвин, где был казнён Александр Чекалин, был переименован в Чекалин. На могиле установлен памятник[1].
- Картина «Саша Чекалин» (М. И. Самсонов, 1955)[21].
- В 1962 году на родине, в селе Песковатском Суворовского района, в доме, где он родился, открылся дом-музей Александра Чекалина, а также установлен бюст-памятник[1][22].
- Его именем названа улица в городе Туле, а на одном из домов установлена памятная доска[1]. Также в его честь названы улицы: в Кировском районе города Волгограда, в Советском районе города Уфа, в Кузнецком районе города Новокузнецка[23], Новосибирске, Минске (Беларусь), Иркутске, Донецке, Перми, Бахчисарае, Артём (Приморский край), Актобе (Казахстан) и многих других населённых пунктах России и государств на территории бывшего СССР[1].
- Именем Саши Чекалина названы детские библиотеки в Приокском районе Нижнего Новгорода[24], Заельцовском районе Новосибирска[25].
- Ранее имя Александра Чекалина носила средняя школа № 17 в Советском районе города Тулы, а в средней школе № 10 города Липецка в годы СССР была пионерская дружина имени Александра Чекалина.
- На Аллее Пионеров-Героев в Челябинске ему посвящён один из барельефов.
- Первая книжка о нём «Шура Чекалин» была издана Тульским обкомом комсомола в 1942 году. Вскоре о его подвиге узнали широко в СССР, и Александр стал образцом для подражания у целого поколения советских юношей и девушек, которые ушли на фронт «недолюбив, недокурив последней папиросы»[3][5]. В 1955 году писатель Василий Смирнов написал повесть «Саша Чекалин». В 1972 году режиссёр Инна Туманян сняла фильм «Пятнадцатая весна» про подвиг этого мальчика[3].
- В 2015 году барельеф Александра Чекалина установлен на Аллее пионеров-героев (Ульяновск)[26].

Памятник в городе Чекалин.
Могила в городе Чекалин.
Школа, где учился А. П. Чекалин.
Памятная табличка на Чекалинской школе с именем А. П. Чекалина.
Барельеф Александра Чекалина на Аллее пионеров-героев (Ульяновск).

## Документы
- Чекалин Александр Павлович (1925—1941), партизан, участник Великой Отечественной войны, Герой Советского Союза. // Тульский ОИАЛМ, 5 дел, 1939—1942.